# Magyar Nyelvőr
A Magyar Nyelvőr 1872. január 15-én alapított magyar nyelvművelő folyóirat.  Alapította Szarvas Gábor Pesten. Negyedévenként jelenik meg. (A nyomtatott változat ISSN-je: 0025-0236; internetes változat ISSN-je: 1585-4515).

## Története
A folyóiratot Szarvas Gábor Hunfalvy Pálnak, Budenz Józsefnek és Gyulai Pálnak a  kezdeményezésére, az MTA támogatásával indította útjára.
A nyelvművelés, a helyesírás, a népnyelv, a nyelvjárások megismertetése területén mind a mai napig nagy érdemeket szerzett. Számos magyar nyelvtani törvényt tisztáztak e folyóirat lapjain, az írói nyelv és a stílus kérdéseivel is sokat foglalkoztak. Nehéz időszakai is voltak a folyóiratnak, mindjárt az 1870-es évek elején, amikor az ortológusok kerekedtek felül, akik még a Kazinczy-féle nyelvújítást is feleslegesnek tartották, s teljesen a népnyelvhez akartak visszatérni, természetes, hogy nagy ellenkezést váltottak ki mind az írók, mind a tudósok többségének körében. 1940-től 1946-ig szünetelt a folyóirat a háborús körülmények miatt. Az 1960-as években ráirányították a figyelmet a rétegnyelvekre (pl. ifjúsági nyelv, diáknyelv stb.). Összességében betöltötte és betölti hivatását a magyar nyelvművelés területén. Az 1950-es évektől a Kossuth Rádió, később a Magyar Televízió is nagy teret adott évtizedeken keresztül a nyelvművelés kérdéseinek, mintegy tanították a lehetséges médiumokon keresztül a helyes magyar beszédet és kiejtést.
A Magyar Tudományos Akadémia Nyelvművelő Bizottságának folyóiratát 1994-ig az MTA, 1994-től az Eötvös Loránd Tudományegyetem adta ki a 2020-as évekig.

### 2020 után
A lap élére 2021-ben új felelős szerkesztőt neveztek ki. Ennek előzménye, hogy a folyóirat alapítói joga a Magyar Nyelv és Kultúra Nemzetközi Társaságához került, és az addigi szerkesztőbizottság kérésének ellenére azt nem adták át az ELTE BTK mint alapító részére.
Balázs Géza, az új felelős szerkesztő a folyóirat 150. évfordulója alkalmából írt rövid megemlékezésében felvázolta a lap eddigi útját, méltatta korábbi szerkesztőinek tevékenységét. Közvetlen elődje, a felmentett felelős szerkesztő neve a cikkben nem fordul elő. Véleménye szerint „Lőrincze Lajos halála után a Nyelvőr 1994–2021 közötti időszakára – némi egyszerűsítéssel – a nyelvműveléssel, a nagyközönséggel való szakítás, és a szigorú akadémiai tudományos normáknak való szolgai megfelelés a jellemző.”
Ebben az 1994–2021 közötti időszakban a folyóirat felelős szerkesztője Keszler Borbála, – 2004-től az ELTE professor emeritája –, a szerkesztőbizottság elnöke 1994-től 2008-ig Fábián Pál – 1996-tól az egyetem professor emeritusa –, a szerkesztőbizottság egyik tagja pedig a teljes időszakban Balázs Géza volt.
A folyóiratot a 2020-as évektől kiadja a Magyar Nyelv és Kultúra Nemzetközi Társasága (MNYKNT). 2022-től a szerkesztőség címe azonos a kiadó címével: 1072 Budapest, Rákóczi út 38.

## Szerkesztői
- Szarvas Gábor (1872–1895)
- Simonyi Zsigmond (1896–1919)
- Balassa József (1920–1940)
- Beke Ödön (1946–1953)
- Lőrincze Lajos (1954–1993)
- Fábián Pál, a szerkesztőbizottság elnöke (1994–2008)
- Keszler Borbála (1994–2021, a 3. számig)[4]
- Balázs Géza (2022–)

## Néhány neves munkatársa
- Oláh Ferenc
- Szántó Zsigmond
- Grétsy László